# آراگورن
آراگورن (انگلیسی: Aragorn) یک شخصیت و یک قهرمان در ارباب حلقه‌ها نوشتهٔ جی. آر. آر. تالکین است. آراگورن که تکاوری از شمال بود، نخست با نام استرایدر معرفی شد و بعداً معلوم شد که وارث ایسیلدور، پادشاهی گاندور است. او یکی از دوستان مورد اعتماد گندالف بود و بخشی از جستجوگران برای از بین بردن حلقه یگانه بود و ارباب تاریک سائورون را شکست داد. همان‌طور که در داستان آراگورن و آرون گفته شده‌است، او عاشق الف جاویدان، آرون، شد؛ پدر آرون، الروند، آن‌ها را از ازدواج منع کرد مگر این‌که آراگورن پادشاه آرنور و گوندور شود.
پس از از دست دادن گندالف در معدن‌های موریا، آراگورن هدایت یاران حلقه را بر عهده گرفت. هنگامی که یاران از هم جدا شدند، او هابیت‌های مریادوک برندی‌باک و پرگرین توک را با کمک لگولاس الف و گیملی دورف در جنگل فنگورن تعقیب کرد. او سپس در نبرد درهٔ هلم و دشت‌های پله‌نور شرکت کرد. پس از شکست نیروهای سائورون در گوندور، او ارتش گوندور و روهان را در مقابل دروازهٔ سیاه موردور رهبری کرد و توجه سائورون را پرت کرد و فرودو بگینز و سم‌وایز گمجی را قادر ساخت تا حلقهٔ یگانه را نابود کنند. آراگورن توسط مردم گوندور به عنوان پادشاه مورد قبول قرار گرفت و پادشاه گوندور و آرنور شد. او سپس با آرون ازدواج کرد و ۱۲۲ سال حکومت کرد.
تالکین این شخصیت را در یک دوره طولانی توسعه داد و از هابیتی با نام مستعار تروتر آغاز کرد. او پیش از رسیدن به انسانی به نام آراگورن، نام‌های زیادی را امتحان کرد.
مفسران چهره‌های تاریخی نظیر پادشاه اسوالد نورثومبریا و پادشاه آلفرد بزرگ را به عنوان منابع الهام آراگورن مطرح کرده‌اند و و به موازی‌هایی مانند گذراندن وقت در تبعید و افزایش ارتش برای بازپس‌گیری پادشاهی‌های خودشان اشاره کرده‌اند. آراگورن با شخصیت کرایست به عنوان پادشاه مقایسه شده‌است و با استفاده از نبوت به موازات پیشگویی عهد عتیق دربارهٔ مسیحا کامل شد. دیگران وضعیت ادبی او را با استفاده از طبقه‌بندی نورتروپ فرای ارزیابی کرده‌اند و می‌گویند در حالی که هابیت‌ها در حالت «میمتیک کم» هستند و شخصیت‌هایی مانند ایومر در حالت «میمتیک بالا» قرار دارند، آراگورن به سطح قهرمان «رمانتیک» می‌رسد، زیرا از نظر توانایی و طول عمر نسبت به اطرافیان خود برتر است.

## زندگی‌نامه
آراگورن در ۱ عصر سوم ۲۹۳۱ دیده به جهان گشود؛ و تنها دو سال بعد از تولدش هنگامی که پدرش آراتورن دوم توسط اُرکها کشته شد شانزدهمین سالار دونه داین گشت. مادر آراگورن گیل رائن او را به منزل الروند در ریوندل برد تا در آنجا زندگی کند. الروند آراگورن را به عنوان پسر خوانده‌اش می‌پذیرد و نام استل را برای او برمی‌گزیند. آگورن تا سال ۲۹۵۱ از نام واقعی و جد و سلسله‌اش آگاه نشد تا هنگامی که او به بیست سالگی رسید الروند تشخیص داد که او دیگر برای خودش مردی شده‌است و در این زمان دو گنجینه سلسله ایسیلدور را به او واگذار کرد: حلقه باراهیر و تکه‌های شمشیر نارسیل.
روز بعد آراگورن، آرون را می‌بیند که از لوتلورین به ریوندل بازگشته تا پدرش الروند را ببیند. هنگامی که آراگورن آرون را دید او را تینوویل خواند، چرا که زیبایی خیره‌کننده‌اش یادآور لوتین تینوویل، الفی که زندگی جاودانه‌اش را فدای عشق برن فانی نمود، آراگورن در عشق آرون گرفتار می‌شود. الروند به آرون تذکر می‌دهد که اگر او آراگورن را انتخاب نماید می‌بایست همانند لوتین فانی شود و همچنین سن و تجربه و به علاوه دودمانش بسیار فراتر از آراگورن است. الروند به آراگورن می‌گوید که آزمایش‌ها و وقایع بسیاری در انتظار او است:
آراگورن فرزند آراتورن، ارباب دونه داین، به من گوش کن. سرنوشتی بزرگ در انتظار تو است. باشد که یا فراتر از افتخارات تمام پدرانت تا روزگار الندیل قرارگیری یا در اعماق تاریکی به همراه تمام خویشان باقی‌مانده‌ات سقوط کنی.
آراگورن ریوندل را ترک می‌کند و برای کسب دانش و تجربه به ماجراجویی در سرزمین میانه می‌پردازد. ابتدا به دورترین نقاط شرق رون و سپس به جنوب به هاراد می‌رود. حتی یکبار از موریا از دروازه دیمریل می‌گذرد و حتی در اطراف موردور پرسه می‌زند تا دربارهٔ نقشه‌های ساورون آگاه شود. در ۲۹۵۶ او گندالف خاکستری را ملاقات می‌کند و دوست و متحد هم می‌شوند و مدتی را هم با یکدیگر سفر و طی طریق می‌کنند.
آراگورن مدتی در خدمت پادشاه روهان، تنگل بود و همراه آنان می‌راند؛ و مدتی هم از افسران اکتالیون دوم. کارگزار گاندور بود. در آنجا آراگورن هویتش را مخفی نگه می‌داشت و او را تورونگیل (شاهین ستاره) می‌خواندند. چرا که سرعت و دید زیادی داشت و ستاره‌ای نقره‌ای را با خود حمل می‌نمود. او به اکتالیون اخطار داد تا به سارومان جادوگر اعتماد نکند و پس از آن به جنوب رفت تا دزدان دریایی آمبار را مهار کند. اکتالیون به افسر مرموز خودش حتی بیشتر از فرزندش دنه تور علاقه داشت ولی آراگورن یک روز ناگهان گاندور را ترک کرد همان‌طور که ناگهان آمده بود.
سال ۲۹۸۰ آراگورن به سمت ریوندل بر می‌گردد تا اندکی بیاساید. چرا که بسیار خسته بود. هنگامی که به لوتلورین رسید آرون را در آنجا یافت. آن‌ها فصلی را با هم در جنگل نقره‌ای گذراندند و در جشن نیمه تابستان (۲۴ ژوئن) بر فراز کرین آمروت با یکدیگر نامزد شدند. اما در برگشت آراگورن به ریوندل الروند به او گفت که آرون با کسی کمتر از پادشاه گاندور و آرنور ازدواج نمی‌کند. برای همین دوباره آراگورن راهی حیات وحش شد. (البته این شرط در مقایسه با شرطی که تینگول برای ازدواج برن فانی و لیتویین مبنی بر باز پس‌گیری سیلماریل از چنگال مورگوت شرط سبکی به حساب می‌آمد و در هر دو مورد بهای بسیاری که همانا فانی گشتن آرون و لیتویین بود می‌بایست پرداخت گردد)
وقتی آراگورن از منزل مادرش در اریادور دیدن کرد او به آراگورن گفت که او نمی‌تواند با سایه که هر آن در حال فزونی است مواجه شود و برای همین به زودی خواهد مرد.
آراگورن تلاش کرد تا او را آرام کند. از همین رو به او گفت: «شاید در ورای تاریکی نور نیز باشد؛ و اگر چنین شد، خواهانم که تو نیز آن را بینی و خوش باشی» اما جوابش تنها این بود. Onen i-Estel Edain, ú-chebin estel anim (من به دونه داین امید دادم؛ ولی امیدی برایم نمانده‌است)
گیل رائن قبل از بهار بعدی در ۳۰۰۷ از دنیا رفت.

### پس از یافتن حلقه
پس از آنکه بیلبو بگینز حلقه جادویش را به فرودو داد در سال ۳۰۰۱ گندالف ترسش را مبنی بر اینکه حلقهٔ یکتا دوباره پیدا شده‌است با آراگورن در میان گذاشت. دونه داین تمام مدت مراقب شایر بودند و آراگورن به گندالف پیشنهاد کرد تا دنبال گالوم بگردند. سال‌ها آراگورن به دنبال گالوم در سرزمین‌های وحشی میرکوود یا دره‌های اندویین تا به دروازه‌های سیاه و دره مورگول در اطراف موردور گشت. تا سرانجام آراگورن رد گالوم را که از موردور تا به باتلاق‌های مرگ می‌رسید یافت. او گالوم را دستگیر کرد و با خودش به میرک وود آورد. جایی که آن موجود تا پیش از فرارش در ژوئن ۳۰۱۸ زندانی بود.
در ۱ می ۳۰۱۸ آراگورن با گندالف در سارن فورد بر روی برندی و این در جنوب شایر ملاقات می‌کند. او در ملاقاتش با جادوگر مطلع می‌شود که فرودو شایر را در پایان سپتامبر ترک می‌کند. با باور به اینکه فرودو با وجود گندالف در امان است آراگورن به سفر می‌رود و برای ماه‌ها بر نمی‌گردد. بعد آراگورن از گیلدور مطلع می‌شود که گندالف غیبش زده و اشباح حلقه در سفرند و فرودو در جاده در حال طی طریق است در حالی که تنها رفقای هابیتش او را همراهی می‌کنند.
آراگورن در غروب ۳۰ سپتامبر جستجویش را برای فرودو آغاز کرد. او دربارهٔ هابیت‌ها از تام بامبادیل شنید که در جاده شرقی در نزدیکی بری در حال سفراند. آراگورن برای یافتن فرودو به مهمانخانه اسبچه راهوار می‌رود و او را بعد از استفاده تصادفی فرودو از حلقه می‌یابد.
آراگورن به فرودو اخطار می‌دهد که اشباح حلقه در تعقیب او هستند و هدایت و حمایتش را به آن‌ها پیشنهاد می‌نماید. سپس بارلیمن نامه گندالف را که دربارهٔ آراگورن می‌باشد را به فرودو می‌دهد. در این نامه شعری وجود داشت که سروده بیلبو بود.
All that is gold does not glitter,
Not all those who wander are lost;
The old that is strong does not wither,
Deep roots are not reached by the frost.
From the ashes a fire shall be woken,
A light from the shadows shall spring;
Renewed shall be blade that was broken,
The crownless again shall be king.
و از آن پس آراگورن با فرودو و دوستانش همراه می‌شود. در این زمان او ۸۷ سال دارد و نقش خویش را در جنگ حلقه بر عهده می‌گیرد. با این کار نه تنها فرودو را در به انجام رساندن مأموریتش کمک می‌کند بلکه خود را نیز به پادشاهی نزدیک تر.

### ورود به ریوندل
فرودو و آراگورن به همراه دوستانشان راهی ریوندل می‌شوند و در ودرتاپ توسط اشباح حلقه مورد حمله قرار گرفته و پادشاه جادوپیشه فرودو را با شمشیرش زخمی می‌کند. آن‌ها به ریوندل می‌روند و در آنجا فرودو به کمک ارباب الروند نجات پیدا می‌کنند. در آنجا آراگورن دوباره با آرون ملاقات می‌کند و شورای الروند در ۲۵ اکتبر تشکیل می‌گردد. در ریوندل آراگورن خودش را به عنوان نواده الندیل معرفی و تصمیمش را بررفتن به میناس تیریت ابراز می‌کند. تکّه‌های شمشیر نارسیل را در آهنگری‌های الف‌ها دوباره به هم جوش می‌دهند و آراگورن از آن پس آن را آندوریل، شعله غرب، می‌خواند. آراگورن در ۲۵ دسامبر ۳۰۱۸ با یاران حلقه از ریوندل خارج می‌شوند و به سمت جنوب می‌روند.
یاران به کمک آراگورن و بورومیر از میان کولاک‌ها از درگاه ردهورن می‌گذرند اما پیش روی برایشان بسیار سخت می‌گردد و برای همین بنا بر پیشنهاد فرودو مسیر موریا را انتخاب می‌کنند. گروه در ۱۵ ژانویه ۳۰۱۹ به معادن موریا وارد می‌شوند و در تالار مزربول توسط ارکها مورد حمله قرار می‌گیرند. آن‌ها به سمت پل خزد-دوم فرار می‌کنند و در آنجا گندالف با بالروگ روبرو می‌شود. او پل را فرو می‌ریزد تا مسیر عبور بالروگ را نابود کند ولی خودش هم به درون مغاک سقوط می‌کند.
از آن پس آراگورن رهبری گروه را بر عهده می‌گیرد و گروه را به سمت لوتلورین می‌برد. جایی که گالادریل بانوی جنگل طلایی را می‌شناخت. در هنگام عزیمت گالادریل جواهری سبز راکه بر روی زمینه نقره پرداخته شده بود و به سان سنجاقی با نمای عقاب را بود، به آراگورن داد. چرا که آرون این را برای آراگورن در آنجا گذاشته بود. آن اله سار یا جواهر الفی بود. همان نامی که آراگورن بعد از پادشاه شدنش به آن نام شناخته شد.
آراگورن لوتلورین را در ۱۶ فوریه ترک کرد و با قایق در رودخانه اندوین به سمت جنوب رفتند تا به آرگونات (ارگون‌ها) رسیدند. دو مجسمه سنگی بسیار عظیم از آناریون و ایزیلدور.
افراد در کرانه غربی آندوین در پارت گالن اردو زدند. ارک‌ها به آن‌ها حمله کردند و مری و پیپین را به اسارت بردند و بورومیر کشته شد. فرودو و سم به سمت موردور حرکت کردند ولی آراگورن، گیملی و لگولاس به تعقیب ارک‌ها پرداختند تا دو هابیت (مری و پیپین) را از چنگال آن‌ها نجات دهند. سه شکارچی ۲۰۰ کیلومتر را در کمتر از ۴ روز طی کردند تا در ۳۰ فوریه به روهان رسیدند. در آنجا با ائومر، سومین فرمانده ریدرمارک و سوارانش ملاقات کردند. در آنجا مطلع شدند که روهیریمها ارک‌ها را کشته‌اند ولی نشانه‌ای از هابیت‌ها در آنجا ندیدند و به آن‌ها دو اسب، هاسوفل برای آراگورن و آرود برای لگولاس و گیملی، می‌دهند. آراگورن به مرز جنگل فنگورن می‌تازد و در آنجا با گندالف که دوباره فرستاده شده بود ملاقات می‌کند و همراه می‌شود.
از اینجا آراگورن وارد قلمرو تئودن پادشاه روهان می‌شود. گندالف در ۲ مارس به کاخ تئودن وارد شده و روح او را از چنگال سارومان نجات می‌دهد. سپس روهیریمها بنا بر نصیحت گندالف برای رهایی از حملات آیزنگارد به استحکامات هلم پناه می‌برند. در نبرد دژ هلم پادشاه تئودن و آراگورن در کنار هم می‌تازند و در نبرد هورن برگ با کمک افراد فانگورن و گندالف سپید پیروز می‌شوند و در بازدید از آیزنگارد که توسط اِنت‌ها تصرف شده‌است مری و پیپین را دوباره می‌بیند و در آنجا پلانتیر ارتانک یافت می‌شود و آراگورن آن را تحت اختیار خود می‌گیرد. بعد پادشاه روهان تصمیم می‌گیرد برای کمک به گاندور به سمت آنان حرکت کند تا بتواند به آن‌ها در برابر هجوم موردور کمک کند.
آراگورن دونه داین و پسران الروند را ملاقات می‌کند. آن‌ها همراه خودشان اسب آراگورن روهرین و پرچمی را که بانو آرون برایش ساخته را تحویل می‌دهند. او خودش را در پلان تیر به ساورون نمایش می‌دهد و بنا بر گفتار الروند تصمیم می‌گیرد تا جاده مردگان را در پیش گیرد.
گروه در ۸ مارس وارد مسیر مردگان شد؛ و آراگورن به عنوان وارث ایزیلدور پیمان شکنانی را که عهدشان را با ایزیلدور مبنی بر مبارزه با سایرون شکسته بودند به نشانهٔ سنگ ارخ فراخواند و به کمک آن‌ها سپاه دزدان دریایی را در پله گیر که از بیش از ۵۰ کشتی جنگی ساخته شده بود شکست داد و پس از آن مردگان را آزاد کرد. او در آنجا ارتشی بیش از ۴۰۰۰ نفر تهیه کرد و به رهبری آنگبور، از لامدون به سمت میناس تیریت فرستاد.
آراگورن با کشتی به سمت شمال آندوین راند و در ۱۵ مارس در میانه نبرد په له نور به میناس تیریت رسید؛ و تا پایان نبرد و پیروزی در آنجا مبارزه کرد. در ۱۶ مارس آراگورن امراهیل و ائومر را فراخواند تا دربارهٔ عملیّات جنگی رای زنی کنند و تصمیم بر آن شد برای آنکه حامل حلقه بتواند مأموریت خویش را انجام دهد سپاه به دروازه سیاه حمله کند تا چشم ساورون را گمراه کنند. آراگورن سپاه غرب را در ۱۸ مارس از میناس تیریت به سمت دروازه سیاه راند. شمار آن‌ها در حدود ۷۰۰۰ نفر بود. هنگامی که به خرابه‌های مورانون رسیدند آراگورن به کسانی که ضعیف تر بودند یا ترسیده بودند فرمان داد که به جای رفتن به جنگ موردور به تصاحب کایر آندروس اقدام ورزند.
در ۲۵ مارس سپاه به دروازه سیاه رسید. در نبرد مورانون در جلوی دروازه سیاه سپاه به دستور آراگورن به دو دسته تقسیم شد. این نبرد به فرماندهی آراگورن آنقدر ادامه داشت تا سر انجام فرودو توانست حلقه را نابود کند و حکومت سائورون را پایان دهد.

### پس از نابودی حلقه
در فلق ۱ می آراگورن به دروازه میناس تیریت وارد شد و کارگذار فارامیر مقدم شاه را گرامی داشت و مراسم تاج‌گذاری را سامان داد. در هنگام تاج‌گذاری آراگورن سخنانی را گفت که الندیل به هنگام ورود به سرزمین میانه بر زبان رانده بود: "Et Eärello Endorenna utúlien. Sinome maruvan ar Hildinyar tenn' Ambar-metta! (از دریای بزرگ به سرزمین میانه آمدم. در اینجا اقامت خواهم گزید؛ و نیز وارثان من تا آخرین بازپسین روز جهان؛ و از آن پس آراگورن فرزند آراتورن شاه خوانده شد)
آرون و پدرش الروند در جشن وسط تابستان ۲۴ ژوئن به میناس تیریت رسیدند؛ و عصای سلطنتی شمال از طرف الروند به آراگورن تقدیم شد. در روز بعد آراگورن با آرون ازدواج کرد.
دوره سلطنت پادشاه اله سار ۱۲۰ سال به طول انجامید. در این دوره پادشاه کلیّه موجودات اهریمنی را از بین برد و صلح و دوستی را به سرزمین میانه بازآورد. دو قلمرو آرنور و گاندور دگرباره متحد شدند و پایتخت شمالی آنومیناس دوباره ساخته شد. پادشاه اله سار جنگل درودان را به مردم قان-بوری-قان بخشید و مردان را از ورود به آنجا منع کرد. سرزمین‌های دیل و کوه تنها را تحت فرمان او بودند. پادشاه فارامیر را فرمانده ایتیلین گرداند و شورای عالی گاندور را با فارامیر، شاهزاده ایمراهیل و باقی اربابان و مالکان و فرماندهان جنگی تشکیل داد. در سال ۶ دوره چهارم، آراگورن، شایر را سرزمینی آزاد تحت حمایت عصای سلطنتی شمال اعلام و در سال ۱۳ تاین، ارباب باکلند و مایور از میشل دلوینگ را جزو مستشاران شمال اعلام کرد.
پادشاه و ملکه در سال ۱۵ به شمال سفر کردند و با سام، مری و پیپین در پل برندی و این ملاقات کردند. سام و خانواده‌اش به گاندور در جنوب رفتند و در سال ۲۱ در آنجا زندگی کردند. مری و پیپین نیز شایر را ترک گفتند و به گاندور آمدند و تا سال ۶۴ تا هنگام مرگشان در آنجا ساکن بودند.
در سال ۱۲۰ دوران چهارم پادشاه اله سار آگاه شد که پایان عمرش نزدیک است. از همین رو به منزل پادشاهان در خیابان خاموش رفت. او با پسرش الداریون و دخترانش بدرود گفت و تاج و عصا را به الداریون تحویل داد. آرون تا زمان مرگ آراگورن در کنار او همراهش بود.
«و زیبایی عظیم در او پدیدار شد. به زعمی که هرکه او را می‌دید در فکر فرومی‌رفت. چرا که شاهد لطافت جوانی و دلاوری و مردانگی بود. خرد و فرزانگی و شأن و اقتدار در دوران او با یکدیگر ادغام شده‌بودند. تا زمانی که او آنجا آرمیده بود تصویری از پادشاه مردم در افتخاری مبهم قبل از پایان جهان قرار داشت.»

## تفاوت آراگورن در فیلم و داستان ارباب حلقه‌ها
در فیلم سه گانهٔ ارباب حلقه‌ها ساختهٔ پیتر جکسون یک تغییر بزرگ در شخصیّت آراگورن (با بازی ویگو مورتنسن) وجود دارد. در کتاب علّت اینکه چرا آراگورن برای رسیدن به پادشاهی به عنوان نواده ایزیلدور تلاش می‌کند کاملاً مشخص است و خود آراگورن نیز خواهان این امر است ولی در فیلم به گونه‌ای نشان داده شده که آراگورن در ابتدا برای گرفتن تاج و تخت دچار شکّ و تردید است و می‌ترسد پادشاه شود تا آنکه ناگهان در نیمه شبی لرد الروند از ریوندل به روهان می‌آید و از او می‌خواهد که پادشاهی را بپذیرد.

## القاب و نام‌ها
آراگورن ۲:
معنی آراگورن دوّم دقیقاً معلوم نیست. با توجّه به برخی یادداشت‌های ج.ر.ر. تالکین در دانشگاه مارکویت معنی «دلاوری شاهانه» مناسب به نظر می‌رسد؛ و پدرش ورا آراگورن نام نهاد. نامی که قبلاً در خاندان سپه سالاران استفاده شده‌بود. انا آیوورون در نامش بایستاد و گفت «دلاوری در خور شاهان» (گویا نام از همین تفسیر شده‌است) «بادا همان شود. اما من بر سینه او سنگ سبز را می‌بینم و از آن نام حقیقی او باید مشتق شود و دولتش دوباره آوازه یابد. تا باشد که یک درمانگر و تجدیدکننده شود.»
بخش آرا از آران به معنای پادشاه می‌آید. امّا معنای قسمت دوّم دقیق نیست. در بخش مشتقات گون به معنای دلاوری است در حالی که گورن بی پروا معنی شده‌است. از همین رو شاه بی پروا نیز معنای ممکن دیگری برای آراگورن به‌شمار می‌آید. اگرچه با توجه به ماهیّت این شخصیّت چندان مناسب نیست. (تاریخ سرزمین میانه. جلد ۵. مدخل‌های کانKAN و گورGOR)
در کتاب راهنمای سرزمین میانه از رابرت فاستر معنای پادشاه درخت (_ورن به معنای درخت است) را گفته‌است ولی تالکین در نامه ۳۴۷ گفته‌است که نام آراگورن از _ورن به معنای درخت مشتق نشده. تالکین معنای آراگورن را در آن نامه نگفت ولی در مقابل نوشت که او فرصت توضیح معانی تمام اسامی سلسله آرته داین را ندارد!
آراگورن دوّمین وارث ایزیلدور است که این نام را دارد. جدّ او آراگورن اوّل در سال ۲۳۲۷ توسط گرگ‌ها کشته شد.
استل :
الروند هنگامی که آراگورن را به عنوان فرزند خوانده خود در سال ۲۹۳۳ پذیرفت این نام را بر او نهاد. استل به معنای امید است. (ارباب حلقه‌ها: ضمیمه الف)
شاید این با آخرین جملات گیل رائن مادر آراگورن مرتبط بوده و منظور از استل (البته استل نخست) در آن سخنان آراگورن باشد.
Onen i estel edain // ú-chebin estel anim
من به دونه داین امید (=آراگورن) دادم // اما امیدی برایم نمانده
سالار دونه داین
آراگورن در سال ۲۹۳۳ با مرگ پدرش سالار دونه داین شد و در آن زمان تنها ۲ سال داشت. اما تا سال ۲۹۵۱ که به ۲۰ سالگی رسید در این باره چیزی به او گفته نشد. (ارباب حلقه‌ها: ضمیمه الف)
دون آدان
به عنوان سالار دونه داین اراگورن توسط بیلبو و باقی ساکنان ریوندل دون آدان خوانده می‌شد. معنای دون آدان مرد غربی یا همان نومه نوریان است. دون در زبان الفی یعنی غرب و آدان یعنی انسان (جمع آن اداین می‌شود)
وارث ایزیلدور
آراگورن نواده مستقیم ایزیلدور فرزند الندیل بود. الندیل آخرین ارباب آندوین از نومه نور و اولین پادشاه گاندور و آرنور.
تورونگیل
تورونگیل نامی بود که توسط مردان گاندور در زمان خدمت او به اکتالیون دوّم به او داده شد؛ و به معنای شاهین ستاره است. مربوط است به سرعت و تیزبین بودن او و ستاره نقره‌ای که او می‌پوشید.
استرایدر (راه‌ور)
استرایدر نامی بود که در بری و مناطق اطراف به اراگورن گفته می‌شد زیرا که او مناطق اطراف و دهکده‌ها را با قدم‌های بلند خویش می‌پیمود.
«این که اسمش چیه رو هیچ وقت نشنیدم؛ ولی این اطراف صداش می‌کنن استرایدر. چون با قدم‌های بلندش این ور و اون ور شلنگ میندازه. اگرچه به هیچ کی نمیگه چی باعث شده اینقدر عجله داشته باشه.»
ارباب حلقه‌ها: یاران حلقه
آراگورن در شؤرای الروند روشن می‌سازد که نام استرایدر توهین آمیز است. اما او خودش را اوّلین بار به این نام به فرودو و بقیه هابیت‌ها معرّفی کرد؛ و آن‌ها هم او را به همین شکل صدا می‌زدند (در میناس تیریت وقتی یکی از هابیت‌ها آراگورن را استرایدر صدا زد ایمراهیل انرا به شکلی توهین شمرد و تعجب کرد). بعدها آراگورن معادل کوینیایی تلکونتار را به عنوان نام سلطنتی خویش برگزید.
اله سار
آراگورن وقتی که به عنوان پادشاه گاندور و آرنور تاجگذاری کرد نام اله سار را برگزید. این نام از جواهر سبزی به شکل شاهین که توسط بانو گالادریل در هنگام ترک لوتلورین به او هدیه داده شده بود می‌آید.
«در این ساعت من نامی را که برایت پیشگویی کرده بودند بر تو می‌نهم. اله سار، گوهر الفی خاندان الندیل» ارباب حلقه‌ها: یاران حلقه وداع با لورین
الف استون (گوهر الفی)
گوهر الفی معادل محاوره‌ای اله سار است.
و او را به خاطر جواهر سبزی که می‌پوشید گوهر الفی نام نهادند؛ و همان نامی که در تولّدش پیشگویی شده بود که به آن ملقب خواهد شد توسط مردمان خودش برایش انتخاب شد.
ارباب حلقه‌ها: بازگشت پادشاه. دوا خانه‌ها
انوینیاتار
به معنای تجدیدکننده.
«در حقیقت به گویش باستان من اله سار هستم. گوهر الفی. انوینیاتار و تجدیدکننده.» و جواهر سبزی را که بر سینه‌اش نشان بود برداشت.
ارباب حلقه‌ها: بازگشت پادشاه – دوا خانه‌ها
تجدیدکننده
تجدیدکننده معادل محاوره‌ای انوینیاتار است.
تلکونتار
تلکونتار نامی بود که آراگورن برای خاندانش انتخاب کرد. تلکونتار معادل کوینیایی استرایدر است. بخش تلکو در کوینیا یعنی پا و –ونتارو به معنای مولّد، والدین است.
«اما استرایدر نام خاندان من خواهد بود. اگر زمانی این خاندان بنیان نهاده شود. در زبان برین چندان هم بی مسمّیٰ نیست؛ و نام من و نام همه وارثان شخص من تلکونتار خواهد بود.»
پادشاه سرزمین‌های متّحد آرنور و گاندور
در ۱ می۳۰۱۹ در روز تاجگذاری، آراگورن تاج پادشاهی گاندور و عصای سلطنتی آرنور را گرفت و دو قلمرو تحت فرماندهی او متحد شدند.
ارباب سرزمین‌های غربی
گندالف آراگورن را پادشاه گاندور و ارباب سرزمین‌های غربی خواند. (ارباب حلقه‌ها: بازگشت پادشاه)
پادشاه غرب
آراگورن به نام پادشاه غرب نیز خوانده شده‌است. (ضمیمه ب)
ارباب درخت سپید
لگولاس آراگورن را به نام ارباب درخت سپید صدا زد. به نشان درخت سپید که سمبل گاندور بود (ارباب حلقه‌ها: بازگشت پادشاه)
سبک پا (وینگ فوت)
ائومر وقتی آگاه شد که سه مرد حدود ۲۰۰ کیلومتر را در کمتر از ۴ روز در پی تعقیب یوروک=هی‌های که مری و پیپین را به اسارت برده بودند طی کرده‌است آراگورن را سبک پا خواند.
ساق دراز (!) لانگ شنکس
بیل فرنی آراگورن را ساق دراز صدا زد؛ که علّت آن پاهای دراز ان نگهبان بود.
استرایدر فضول بی‌ارزش (!)
بیل فرنی همچنین آراگورن را استرایدر فضول بی‌ارزش خطاب کرد. شاید اشتباهاً فکر می‌کرده او غیرقابل اعتماد است. شاید هم به علّت رفت‌وآمدهای بدون اخطار آراگورن بوده‌است.
تروتر (چابک)
در دستنوشته‌های اوّلیّه ارباب حلقه‌ها شخصیّتی که قرار بود آراگورن باشد هابیتی به نام تروتر بود. (این ربطی به آراگورن که درباره‌اش داریم صحبت می‌کنیم ندارد ولی بد نیست بدونید) (تاریخ سرزمین میانه – جلد ششم)
- بسیاری از القاب آراگورن در این بند از کتاب ارباب حلقه‌ها: بازگشت پادشاه / کارگزار و شاه صفحه ۴۶۷ آمده‌است:

«ای مردان گاندور، اکنون سخنان کارگزار این قلمرو را بشنوید! بنگرید! سرانجام کسی آمده‌است که خود را وارث سلطنت می‌داند. اینک آراگورن پسر آراتورن، سرکرده دونه داین آرنور، فرمانده سپاه غرب، صاحب ستاره شمال، به کارگیرنده شمشیری که از نو ساخته‌اند، فاتح نبرد، کسی که دستانش شفابخش است، گوهر الفی، اله سار از تبار والاندیل، پسر ایزیلدور، پسر الندیل نومه نوری، ...»

## روز شمار رویدادهای مهم زندگی آراگورن
۲۹۳۱
۱ مارس: تولد آراگورن
۲۹۳۳
مرگ پدر آراگورن. آراتورن دوم. مادر او گیل رائن او را به ریوندل می‌برد و الروند او را به عنوان پسر خوانده‌اش می‌پذیرد و او را استل (به معنی امید) نام می‌نهد.
۲۹۵۱
آراگورن نام حقیقی و تبارش را از زبان الروند می‌شنود و تکه‌های نارسیل را دریافت می‌دارد. آراگورن با آرون در ریوندل آشنا می‌شود؛ و ماجراهایش در دنیای وحشی بیرون آغاز می‌شود.
۲۹۵۶
آراگورن با گندالف آشنا می‌شود.
۲۹۵۷–۸۰
آراگورن در سرزمین میانه سفر می‌کند و به پادشاه روهان تنگل و کارگزار گاندور اکتالیون خدمت می‌کند
۲۹۸۰
آراگورن آرون را در لوتلورین می‌بیند و با هم درعید ۲۴ ژوئن نامزد می‌شوند.
۳۰۰۱
آراگورن بنا به درخواست گندالف شروع به یافتن گالم می‌کند
۳۰۰۷
بهار: فوت مادر آراگورن گیل رائن
۳۰۰۹
آراگورن جستجویش را برای گالم از سر می‌گیرد.
۳۰۱۸.
۱ فوریه: آراگورن گالم را در باتلاق‌های مرگ اسیر می‌کند
۲۱ مارس: آراگورن گالم را به نزد تراندویل پادشاه جنگل میرک می‌برد تا از او در بند نگهداری کنند.
۱ می: آراگورن گندالف را در گدار سارن می‌بیند و مطلع می‌شود که فرودو در سپتامبر شایر را ترک می‌کند
۲۹ سپتامبر: آراگورن با فرودو بگینز در بری آشنا می‌شود.
۳۰ سپتامبر: آراگورن هابیت‌ها را به خارج از بری هدایت می‌کند.
۶ اکتبر: پنج تن از اشباح حلقه به اردوگاه آن‌ها در ودرتاپ حمله می‌کنند.
۱۳ اکتبر: آراگورن نشانه‌هایی از گلورفیندل را در آخرین پل می‌یابد.
۲۰ اکتبر: فرودو از گدار برونین به ریوندل می‌گریزد. آراگورن و باقی هم به دنبال او.
۲۵ اکتبر: شورای الروند. آراگورن تکه‌های نارسیل را به نمایش می‌گذارد و مقصودش را رفتن به میناس تیریت اعلام می‌دارد.
۱۸ دسامبر :آراگورن به یاران حلقه می‌پیوندد.
۲۵ دسامبر: یاران از ریوندل خارج می‌شوند.
۳۰۱۹
۱۱ ژانویه: طوفان در کارادهراس.
۱۳ ژانویه:یاران بر خلاف پیشنهاد آراگورن به موریا می‌روند.
۱۵ ژانویه:گندالف در هنگام مبارزه با بالروگ سقوط می‌کند. آراگورن یاران را به بیرون از موریا هدایت می‌کند و به لوتلورین می‌روند.
۱۷ ژانویه: یاران توسط بانو گالادریل و سله بورن خیر مقدم داشته می‌شوند.
۱۶ فوریه: یاران لوتلورین را ترک می‌گویند و آراگورن مفتخر به نام اله سار می‌شود.
۲۵ فوریه: یاران از میان آرگونات می‌گذرند.
۲۶ فوریه: پراکنده شدن یاران حلقه. آراگون تصمیم می‌گیرد تا یوروک-های‌هایی که مری و پیپین را اسیر کرده‌اند تعقیب نماید.
۳۰ فوریه: سه شکارچی ائومر را می‌بینند و به مرزهای فانگورن می‌رسند.
۱ مارس: سه شکارچی به گندالف می‌پیوندند و راه مدوسلد را پیش می‌گیرند.
۲ مارس :گندالف و سه شکارچی (آراگورن، لگولاس و گیملی) به مدوسلد می‌رسند.
۳ مارس: روهیریم‌ها به دژ هلم پناه می‌برند و نبرد هورن برگ آغاز می‌شود.
۴ مارس :آراگورن با پادشاه تئودن بیرون می‌تازد. در نبرد هورن برگ با کمک افراد فانگورن و گندالف سپید پیروز می‌شوند.
۵ مارس: سه شکارچی دوباره مری و پیپین را می‌یابند. آراگورن پلانتیر ارتانک را تحت اختیار خود می‌گیرد.
۶ مارس: آراگورن دونه داین و پسران الروند را ملاقات می‌کند. او خودش را در پلان تیر به ساورون نمایش می‌دهد و سپس تصمیم می‌گیرد تا جاده مردگان را در پیش گیرد.
۷ مارس: لشکر به دون هارو می‌رسد. آراگورن تصمیم به ترک ائووین می‌گیرد.
۸ مارس: گروه خاکستری پوش قدم در مسیر مردگان می‌گذارند. در نیمه شب آراگورن پیمان شکنان را به نشانه سنگ ارخ فرا می‌خواند.
۱۳ مارس: گروه به پلاگیر می‌رسد و توسط لشکر مردگان سپاه دزدان دریایی را در هم می‌شکند و کشتی‌ها را تصاحب می‌نماید.
۱۵ مارس: آراگون با کشتی‌ها به شمال می‌راند و به نبرد پله نور می‌رسد. بعد از نبرد او فارامیر، ائووین و مری را درمان می‌نماید.
۱۶ مارس: فرمانده غرب تصمیم به یورش به دروازه سیاه می‌گیرد.
۱۸ مارس :آراگورن سپاه غرب را به بیرون از میناس تیریث رهبری می‌کند.
۲۳ مارس: آراگورن کسانی از سپاه را که از نبرد می‌ترسیدند برای دوباره پس‌گیری کایر آندروس روانه می‌کند.
۲۵ مارس :آراگورن سپاهیان غرب را امر به نبرد مورانون می‌کند. حلقه و ساورون نابود می‌شوند.
۸ آوریل: حاملین حلقه توسط آراگورن و سپاه غرب در سرزمین کورمالن گرامی داشته می‌شوند.
۱ می: آراگورن به عنوان پادشاه تاج‌گذاری می‌نماید.
۲۵ ژوئن: آراگورن نهالی از درخت سپید را می‌یابد.
۲۴ ژوئن (جشن نیمه تابستان): آرون به میناس تیریث می‌آید و با آراگورن ازدواج می‌کند.
۲۲ آگوست: آراگورن به باقی یاران حلقه بدرود می‌گوید.
دوران چهارم:
۶
پادشاه اله سار شایر را سرزمینی آزاد و تحت حمایت عصای سلطنتی شمال اعلام می‌کند و انسان‌ها را از وارد شدن به آن منع می‌نماید.
۱۳
پادشاه اله سار تاین ارباب باکلند و مایور سوراخ مایکل را مستشاران سرزمین شمالی می‌نماید.
۱۵
پادشاه اله سار و ملکه آرون به شمال می‌آیند تا در آنومیناس اقامت کنند؛ و با پیپین، مری و سام در پل برندی و این ملاقات می‌کنند.
۳۱
پادشاه اله سار وستمارش را به شایر اضافه می‌کند.
۱۲۰
مرگ پادشاه اله سار